# Thulo Dumba
Thulo Dumba (nep. ठूलोदुङमा) – gaun wikas samiti we wschodniej części Nepalu w strefie Kośi w dystrykcie Bhojpur. Według nepalskiego spisu powszechnego z 2001 roku liczył on 554 gospodarstw domowych i 2706 mieszkańców (1469 kobiet i 1237 mężczyzn).